# Résultats détaillés des championnats d'Europe d'athlétisme en salle 2015

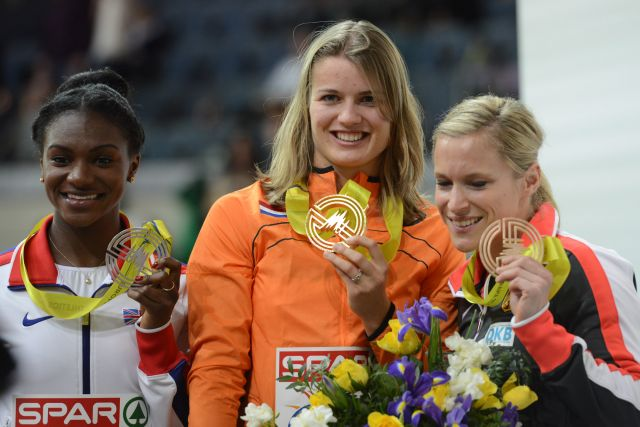
Podium du 60 mètres féminin.

Résultats détaillés des finales des Championnats d'Europe d'athlétisme en salle 2015 se déroulant du 5 au 8 mars 2015 à l'O2 Arena de Prague, en République tchèque. 
| Courses : 60 m - 400 m - 800 m - 1 500 m - 3 000 m Obstacles : 60 m haies Relais : Relais 4 × 400 m Sauts : Hauteur - Longueur - Triple saut - Perche Lancers : - Poids Épreuves combinées : Heptathlon / Pentathlon |

## Résultats

### 60 m
| Rang | Athlète         | Pays        | Temps       |
| ---- | --------------- | ----------- | ----------- |
| 1    | Richard Kilty   | Royaume-Uni | 6 s 51 (SB) |
| 2    | Christian Blum  | Allemagne   | 6 s 58      |
| 3    | Julian Reus     | Allemagne   | 6 s 60 (SB) |
| 4    | Michael Tumi    | Italie      | 6 s 61 (SB) |
| 5    | Pascal Mancini  | Suisse      | 6 s 62      |
| 6    | Lucas Jakubczyk | Allemagne   | 6 s 62      |
| 7    | Emmanuel Biron  | France      | 6 s 72      |
| 8    | Chijindu Ujah   | Royaume-Uni | DQ          |

| Rang | Athlète           | Pays        | Temps           |
| ---- | ----------------- | ----------- | --------------- |
| 1    | Dafne Schippers   | Pays-Bas    | 7 s 05 (WL, PB) |
| 2    | Dina Asher-Smith  | Royaume-Uni | 7 s 08 (NR)     |
| 3    | Verena Sailer     | Allemagne   | 7 s 09          |
| 4    | Ezinne Okparaebo  | Norvège     | 7 s 10 (NR)     |
| 5    | Mujinga Kambundji | Suisse      | 7 s 11 (NR)     |
| 6    | Olesya Povh       | Ukraine     | 7 s 11 (PB)     |
| 7    | Jamile Samuel     | Pays-Bas    | 7 s 19 (PB)     |
| 8    | Ewa Swoboda       | Pologne     | 7 s 20 (AJR)    |

### 400 m
| Rang | Athlète         | Pays     | Temps        |
| ---- | --------------- | -------- | ------------ |
| 1    | Pavel Maslák    | Tchéquie | 45 s 33 (CR) |
| 2    | Dylan Borlée    | Belgique | 46 s 25 (PB) |
| 3    | Rafał Omelko    | Pologne  | 46 s 26 (PB) |
| 4    | Łukasz Krawczuk | Pologne  | 46 s 31 (PB) |
| 5    | Yevhen Hutsol   | Ukraine  | 46 s 73      |
| 6    | Matteo Galvan   | Italie   | 46 s 87      |

| Rang | Athlète            | Pays        | Temps        |
| ---- | ------------------ | ----------- | ------------ |
| 1    | Nataliya Pyhyda    | Ukraine     | 51 s 96 (SB) |
| 2    | Indira Terrero     | Espagne     | 52 s 63 (SB) |
| 3    | Seren Bundy-Davies | Royaume-Uni | 52 s 64      |
| 4    | Iveta Putalovà     | Slovaquie   | 52 s 84 (NR) |
| 5    | Marie Gayot        | France      | 53 s 11      |
| 6    | Denisa Rosolová    | Tchéquie    | 53 s 20      |

### 800 m
| Rang | Athlète            | Pays        | Temps              |
| ---- | ------------------ | ----------- | ------------------ |
| 1    | Marcin Lewandowski | Pologne     | 1 min 46 s 67      |
| 2    | Mark English       | Irlande     | 1 min 47 s 20      |
| 3    | Thijmen Kupers     | Pays-Bas    | 1 min 47 s 25 (SB) |
| 4    | Andreas Almgren    | Suède       | 1 min 47 s 78      |
| 5    | Robin Schembera    | Allemagne   | 1 min 47 s 83      |
| 6    | Guy Learmonth      | Royaume-Uni | 1 min 47 s 84      |

| Rang | Athlète               | Pays        | Temps        |
| ---- | --------------------- | ----------- | ------------ |
| 1    | Selina Büchel         | Suisse      | 2 min 1 s 95 |
| 2    | Yekaterina Poistogova | Russie      | 2 min 1 s 99 |
| 3    | Nataliya Lupu         | Ukraine     | 2 min 2 s 25 |
| 4    | Joanna Jóźwik         | Pologne     | 2 min 2 s 45 |
| 5    | Aníta Hinriksdóttir   | Islande     | 2 min 2 s 74 |
| -    | Jenny Meadows         | Royaume-Uni | DNS          |

### 1 500 m
| Rang | Athlète             | Pays        | Temps              |
| ---- | ------------------- | ----------- | ------------------ |
| 1    | Jakub Holuša        | Tchéquie    | 3 min 37 s 68 (NR) |
| 2    | Ilham Tanui Özbilen | Turquie     | 3 min 37 s 74 (SB) |
| 3    | Chris O'Hare        | Royaume-Uni | 3 min 38 s 96 (SB) |
| 4    | Homiyu Tesfaye      | Allemagne   | 3 min 39 s 08      |
| 5    | Charlie Grice       | Royaume-Uni | 3 min 39 s 43 (PB) |
| 6    | Henrik Ingebrigtsen | Norvège     | 3 min 39 s 70 (NR) |
| 7    | John Travers        | Irlande     | 3 min 41 s 50      |
| 8    | Valentin Smirnov    | Russie      | 3 min 41 s 88      |
| 9    | Artur Ostrowski     | Pologne     | 3 min 44 s 98      |

| Rang | Athlète                | Pays        | Temps             |
| ---- | ---------------------- | ----------- | ----------------- |
| 1    | Sifan Hassan           | Pays-Bas    | 4 min 9 s 04      |
| 2    | Angelika Cichocka      | Pologne     | 4 min 10 s 53     |
| 3    | Federica Del Buono     | Italie      | 4 min 11 s 61     |
| 4    | Katarzyna Broniatowska | Pologne     | 4 min 12 s 71     |
| 5    | Gesa Felicitas Krause  | Allemagne   | 4 min 15 s 40     |
| 6    | Rosie Clarke           | Royaume-Uni | 4 min 16 s 49     |
| 7    | Diana Mezuliáníková    | Tchéquie    | 4 min 16 s 93(PB) |
| 8    | Renata Pliś            | Pologne     | 4 min 16 s 96     |
| 9    | Florina Pierdevara     | Roumanie    | 4 min 17 s 05     |
| 10   | Sonja Roman            | Slovénie    | 4 min 20 s 85     |
| 11   | Silvia Danekova        | Bulgarie    | 4 min 25 s 44     |

### 3 000 m
| Rang | Athlète             | Pays        | Temps                  |
| ---- | ------------------- | ----------- | ---------------------- |
| 1    | Ali Kaya            | Turquie     | 7 min 38 s 42 (CR, NR) |
| 2    | Lee Emanuel         | Royaume-Uni | 7 min 44 s 48 (PB)     |
| 3    | Henrik Ingebrigtsen | Norvège     | 7 min 45 s 54 (NR)     |
| 4    | Jesús España        | Espagne     | 7 min 47 s 12 (SB)     |
| 5    | Richard Ringer      | Allemagne   | 7 min 48 s 44          |
| 6    | Adel Mechaal        | Espagne     | 7 min 49 s 59          |
| 7    | Łukasz Parszczyński | Pologne     | 7 min 50 s 11 (SB)     |
| 8    | Florian Orth        | Allemagne   | 7 min 51 s 02          |
| 9    | Philip Hurst        | Royaume-Uni | 7 min 51 s 94          |
| 10   | Yegor Nikolayev     | Russie      | 7 min 51 s 99          |
| 11   | Florian Carvalho    | France      | 7 min 57 s 14          |
| 12   | Pieter-Jan Hannes   | Belgique    | 7 min 59 s 43          |

| Rang | Athlète             | Pays        | Temps              |
| ---- | ------------------- | ----------- | ------------------ |
| 1    | Yelena Korobkina    | Russie      | 8 min 47 s 62      |
| 2    | Sviatlana Kudzelich | Biélorussie | 8 min 48 s 02 (PB) |
| 3    | Maureen Koster      | Pays-Bas    | 8 min 51 s 64      |
| 4    | Laura Muir          | Royaume-Uni | 8 min 52 s 44      |
| 5    | Sandra Eriksson     | Finlande    | 8 min 54 s 06 (NR) |
| 6    | Sofia Ennaoui       | Pologne     | 8 min 56 s 77      |
| 7    | Giulia Viola        | Italie      | 8 min 59 s 04      |
| 8    | Maruša Mišmaš       | Slovénie    | 8 min 59 s 51      |
| 9    | Jennifer Wenth      | Autriche    | 8 min 59 s 84 (PB) |
| 10   | Kristiina Mäki      | Tchéquie    | 9 min 5 s 95       |
| 11   | Charlotta Fougberg  | Suède       | 9 min 6 s 50       |
| 12   | Emelia Gorecka      | Royaume-Uni | 9 min 6 s 79       |

### 60 m haies
| Rang | Athlète                 | Pays        | Temps        |
| ---- | ----------------------- | ----------- | ------------ |
| 1    | Pascal Martinot-Lagarde | France      | 7 s 49 (SB)  |
| 2    | Dimitri Bascou          | France      | 7 s 50       |
| 3    | Wilhem Belocian         | France      | 7 s 52 (PB)  |
| 4    | Erik Balnuweit          | Allemagne   | 7 s 59 (=SB) |
| 5    | Lawrence Clarke         | Royaume-Uni | 7 s 63       |
| 6    | Konstadínos Douvalídis  | Grèce       | 7 s 64       |
| 7    | Balázs Baji             | Hongrie     | 7 s 65       |
| 8    | Petr Svoboda            | Tchéquie    | 7 s 67       |

| Rang | Athlète           | Pays        | Temps       |
| ---- | ----------------- | ----------- | ----------- |
| 1    | Alina Talay       | Biélorussie | 7 s 85 (NR) |
| 2    | Lucy Hatton       | Royaume-Uni | 7 s 90 (PB) |
| 3    | Serita Solomon    | Royaume-Uni | 7 s 93 (PB) |
| 4    | Cindy Roleder     | Allemagne   | 7 s 93 (PB) |
| 5    | Isabelle Pedersen | Norvège     | 7 s 96      |
| 6    | Nooralotta Neziri | Finlande    | 7 s 97 (NR) |
| 7    | Andrea Ivančević  | Croatie     | 8 s 02      |
| 8    | Hanna Plotitsyna  | Ukraine     | 8 s 10      |

### Relais 4 × 400 m
| Rang | Pays        | Athlètes                                                   | Temps                 |
| ---- | ----------- | ---------------------------------------------------------- | --------------------- |
| 1    | Belgique    | Julien Watrin Dylan Borlée Jonathan Borlée Kévin Borlée    | 3 min 2 s 87 (ER, CR) |
| 2    | Pologne     | Karol Zalewski Rafał Omelko Łukasz Krawczuk Jakub Krzewina | 3 min 2 s 97 (NR)     |
| 3    | Tchéquie    | Daniel Němeček Patrik Šorm Jan Tesař Pavel Maslák          | 3 min 4 s 09 (NR)     |
| 4    | Russie      | Aleksey Kenig Pavel Savin Nikita Vesnin Lev Mosin          | 3 min 8 s 00          |
| 5    | Royaume-Uni | Conrad Williams Jamie Bowie Jarryd Dunn Rabah Yousif       | 3 min 8 s 56          |
| 6    | Irlande     | Dara Kervick Tim Crowe Harry Purcell Brandon Arrey         | 3 min 10 s 61         |

| Rang | Athlète     | Pays                                                              | Temps         |
| ---- | ----------- | ----------------------------------------------------------------- | ------------- |
| 1    | France      | Floria Gueï Elea Mariama Diarra Agnès Raharolahy Marie Gayot      | 3 min 31 s 61 |
| 2    | Royaume-Uni | Kelly Massey Seren Bundy-Davies Laura Maddox Kirsten McAslan      | 3 min 31 s 79 |
| 3    | Pologne     | Joanna Linkiewicz Małgorzata Hołub Monika Szczęsna Justyna Święty | 3 min 31 s 90 |
| 4    | Tchéquie    | Denisa Rosolová Helena Jiranová Zdeňka Seidlová Zuzana Hejnová    | 3 min 32 s 08 |
| 5    | Ukraine     | Nataliya Pyhyda Nataliya Lupu Alina Lohvynenko Yuliya Olishevska  | 3 min 32 s 39 |
| 6    | Russie      | Karina Triputen Yekaterina Renzhina Olga Tovarnova Yana Glotova   | 3 min 32 s 53 |

### Saut en hauteur
| Rang | Athlète           | Pays     | Marque       |
| ---- | ----------------- | -------- | ------------ |
| 1    | Daniil Tsyplakov  | Russie   | 2,31 m (=SB) |
| =2   | Silvano Chesani   | Italie   | 2,31 m (SB)  |
| =2   | Adónios Mástoras  | Grèce    | 2,31 m (PB)  |
| 4    | Aleksandr Shustov | Russie   | 2,28 m (=SB) |
| 5    | Jaroslav Bába     | Tchéquie | 2,28 m       |
| 6    | Andriy Protsenko  | Ukraine  | 2,28 m       |
| 7    | Gianmarco Tamberi | Italie   | 2,24 m       |
| 8    | Kyriákos Ioánnou  | Chypre   | NM           |

| Rang | Athlète                 | Pays     | Marque       |
| ---- | ----------------------- | -------- | ------------ |
| 1    | Mariya Kuchina          | Russie   | 1,97 m       |
| 2    | Alessia Trost           | Italie   | 1,97 m (SB)  |
| 3    | Kamila Lićwinko         | Pologne  | 1,94 m       |
| 4    | Airinė Palšytė          | Lituanie | 1,94 m       |
| 5    | Ruth Beitia             | Espagne  | 1,94 m       |
| 6    | Justyna Kasprzycka      | Pologne  | 1,94 m (=SB) |
| 7    | Venelina Veneva-Mateeva | Bulgarie | 1,90 m       |
| =8   | Barbara Szabó           | Hongrie  | 1,85 m       |
| =8   | Michaela Hrubá          | Tchéquie | 1,85 m       |

### Saut en longueur
| Rang | Athlète           | Pays      | Marque      |
| ---- | ----------------- | --------- | ----------- |
| 1    | Michel Tornéus    | Suède     | 8,30 m (NR) |
| 2    | Radek Juška       | Tchéquie  | 8,10 m (PB) |
| 3    | Andreas Otterling | Suède     | 8,06 m (PB) |
| 4    | Loúis Tsátoumas   | Grèce     | 7,98 m      |
| 5    | Jean Marie Okutu  | Espagne   | 7,93 m      |
| 6    | Pavel Shalin      | Russie    | 7,80 m      |
| 7    | Alyn Camara       | Allemagne | 7,70 m      |
| 8    | Rain Kask         | Estonie   | 7,24 m      |

| Rang | Athlète            | Pays      | Marque       |
| ---- | ------------------ | --------- | ------------ |
| 1    | Ivana Španović     | Serbie    | 6,98 m (NR)  |
| 2    | Sostene Moguenara  | Allemagne | 6,83 m (SB)  |
| 3    | Florentina Marincu | Roumanie  | 6,79 m (EJR) |
| 4    | Alina Rotaru       | Roumanie  | 6,74 m (PB)  |
| 5    | Éloyse Lesueur     | France    | 6,73 m       |
| 6    | Melanie Bauschke   | Allemagne | 6,59 m       |
| 7    | Karin Melis Mey    | Turquie   | 6,57 m       |
| 8    | Aiga Grabuste      | Lettonie  | 6,54 m       |

### Saut à la perche
| Rang | Athlète                | Pays      | Marque          |
| ---- | ---------------------- | --------- | --------------- |
| 1    | Renaud Lavillenie      | France    | 6,04 m (WL, CR) |
| 2    | Aleksandr Gripich      | Russie    | 5,85 m (PB)     |
| 3    | Piotr Lisek            | Pologne   | 5,85 m          |
| 4    | Robert Sobera          | Pologne   | 5,80 m          |
| 5    | Konstadínos Filippídis | Grèce     | 5,75 m (SB)     |
| 6    | Valentin Lavillenie    | France    | 5,65 m          |
| =7   | Anton Ivakin           | Russie    | 5,65 m          |
| =7   | Jan Kudlička           | Tchéquie  | 5,65 m          |
| 9    | Tobias Scherbarth      | Allemagne | 5,45 m          |

| Rang | Athlète                | Pays      | Marque      |
| ---- | ---------------------- | --------- | ----------- |
| 1    | Anzhelika Sidorova     | Russie    | 4,80 m (PB) |
| 2    | Ekateríni Stefanídi    | Grèce     | 4,75 m      |
| 3    | Angelica Bengtsson     | Suède     | 4,70 m (NR) |
| 4    | Angelina Zhuk-Krasnova | Russie    | 4,60 m      |
| =5   | Marion Fiack           | France    | 4,50 m      |
| =5   | Nikoléta Kiriakopoúlou | Grèce     | 4,50 m      |
| -    | Katharina Bauer        | Allemagne | NM          |
| -    | Lisa Ryzih             | Allemagne | DNS         |

### Triple saut
| Rang | Athlète            | Pays        | Marque       |
| ---- | ------------------ | ----------- | ------------ |
| 1    | Nelson Evora       | Portugal    | 17,21 m (SB) |
| 2    | Pablo Torrijos     | Espagne     | 17,04 m (NR) |
| 3    | Marian Oprea       | Roumanie    | 16,91 m (SB) |
| 4    | Aleksey Fyodorov   | Russie      | 16,88 m      |
| 5    | Georgi Tsonov      | Bulgarie    | 16,75 m (PB) |
| 6    | Dmitriy Sorokin    | Russie      | 16,65 m      |
| 7    | Dzmitry Platnitski | Biélorussie | 16,43 m      |
| 8    | Rumen Dimitrov     | Bulgarie    | 16,36 m      |

| Rang | Athlète           | Pays        | Marque           |
| ---- | ----------------- | ----------- | ---------------- |
| 1    | Ekaterina Koneva  | Russie      | 14,69 m (WL, PB) |
| 2    | Gabriela Petrova  | Bulgarie    | 14,52 m          |
| 3    | Hanna Knyazyeva   | Israël      | 14,49 m (NR)     |
| 4    | Kristin Gierisch  | Allemagne   | 14,46 m (PB)     |
| 5    | Patrícia Mamona   | Portugal    | 14,32 m (SB)     |
| 6    | Cristina Bujin    | Roumanie    | 13,91 m          |
| 7    | Natallia Viatkina | Biélorussie | 13,69 m          |
| 8    | Kristiina Mäkelä  | Finlande    | 13,66 m          |

### Lancer du poids
| Rang | Athlète           | Pays       | Marque        |
| ---- | ----------------- | ---------- | ------------- |
| 1    | David Storl       | Allemagne  | 21,23 m       |
| 2    | Asmir Kolašinac   | Serbie     | 20,90 m       |
| 3    | Ladislav Prášil   | Tchéquie   | 20,66 m (SB)  |
| 4    | Borja Vivas       | Espagne    | 20,59 m       |
| 5    | Bob Bertemes      | Luxembourg | 20,48 m       |
| 6    | Konrad Bukowiecki | Pologne    | 20,46 m (=PB) |
| 7    | Stipe Žunić       | Croatie    | 20,28 m       |
| 8    | Tobias Dahm       | Allemagne  | 19,58 m       |

| Rang | Athlète               | Pays        | Marque       |
| ---- | --------------------- | ----------- | ------------ |
| 1    | Anita Márton          | Hongrie     | 19,23 m (NR) |
| 2    | Yuliya Leantsiuk      | Biélorussie | 18,60 m      |
| 3    | Radoslava Mavrodieva  | Bulgarie    | 17,83 m      |
| 4    | Alena Abramchuk       | Biélorussie | 17,63 m      |
| 5    | Paulina Guba          | Pologne     | 17,47 m      |
| 6    | Denise Hinrichs       | Allemagne   | 17,35 m      |
| 7    | Anastasiya Podolskaya | Russie      | 16,81 m      |
| 8    | Úrsula Ruiz           | Espagne     | 16,07 m      |

### Heptathlon / Pentathlon
| Rang | Athlète                 | Pays      | Points             |
| ---- | ----------------------- | --------- | ------------------ |
| 1    | Ilya Shkurenyov         | Russie    | 6 353 pts (WL, PB) |
| 2    | Arthur Abele            | Allemagne | 6 279 pts (PB)     |
| 3    | Eelco Sintnicolaas      | Pays-Bas  | 6 185 pts (SB)     |
| 4    | Gaël Querin             | France    | 6 115 pts (PB)     |
| 5    | Adam Sebastian Helcelet | Tchéquie  | 6 031 pts          |
| 6    | Bastien Auzeil          | France    | 6 011 pts (PB)     |
| 7    | Jorge Ureña             | Espagne   | 5 941 pts          |
| 8    | Petter Olson            | Suède     | 5 869 pts (SB)     |
| 9    | Marek Lukáš             | Tchéquie  | 5 865 pts          |
| 10   | Artem Lukyanenko        | Russie    | 5 857 pts          |
| 11   | Mathias Brugger         | Allemagne | 5 846 pts          |
| 12   | Pieter Braun            | Pays-Bas  | 4 832 pts          |

| Rang | Athlète                   | Pays        | Points         |
| ---- | ------------------------- | ----------- | -------------- |
| 1    | Katarina Johnson-Thompson | Royaume-Uni | 5 000 pts (CR) |
| 2    | Nafissatou Thiam          | Belgique    | 4 696 pts (PB) |
| 3    | Eliška Klučinová          | Tchéquie    | 4 687 pts (NR) |
| 4    | Yana Maksimava            | Biélorussie | 4 628 pts      |
| 5    | Antoinette Nana Djimou    | France      | 4 591 pts      |
| 6    | Györgyi Zsivóczky-Farkas  | Hongrie     | 4 564 pts      |
| 7    | Alina Fyodorova           | Ukraine     | 4 563 pts      |
| 8    | Anouk Vetter              | Pays-Bas    | 4 548 pts      |
| 9    | Morgan Lake               | Royaume-Uni | 4 527 pts (PB) |
| 10   | Aleksandra Butvina        | Russie      | 4 518 pts (SB) |
| 11   | Anna Blank                | Russie      | 4 489 pts (PB) |
| 12   | Katsiaryna Netsviatayeva  | Biélorussie | 4 414 pts      |

## Légende
Records et Performances
- AR : Record continental (area record)
- CR : Record des championnats (championship record)
- MR : Record du meeting (meet record)
- NR : Record national (national record)
- OR : Record olympique (olympic record)
- PR : Record paralympique (paralympic record)
- PB : Record personnel (personal best)
- SB : Meilleure performance personnelle de la saison (season's best)
- WL : Meilleure performance mondiale de l'année (world leader)
- WJR : Record du monde junior (world junior record)
- WR : Record du monde (world record)

Circonstances et Conditions
- DNF : N'a pas terminé (did not finish)
- DNS : N'a pas pris le départ (did not start)
- DQ : Disqualification (disqualification)
- NM : Aucun essai valable enregistré (No Mark)
- Q : Qualifié « directement » au prochain tour (ou à la prochaine compétition), lors d'une compétition majeure, grâce au classement ou à la réalisation des minima (automatic qualifier)
- q : Qualifié au prochain tour (ou à la prochaine compétition), lors d'une compétition majeure, grâce au repêchage ou à la réalisation de l'une des meilleures performances parmi celles des « non qualifiés directement » (grâce au meilleur temps ou à la meilleure distance par exemple) (secondary qualifier)